# ジャン＝シャルル＝レオナール・シモンド・ド・シスモンディ
ジャン＝シャルル＝レオナール・シモンド・ド・シスモンディ（Jean-Charles-Léonard Simonde de Sismondi, 1773年5月9日 - 1842年6月25日）は、フランスの経済学者。フランス最後の古典派経済学者であり、国家による社会改良を求めたことから「経済的ロマン主義の祖」と言われる。また、ドイツの思想家カール・マルクス及びフリードリヒ・エンゲルスが著した『共産党宣言』の中でシスモンディを「小市民的社会主義の首領」としている。
スイス・ジュネーヴの生まれ。もともとは自由主義の立場であり、1803年の『商業の富について』でアダム・スミスの『国富論』を紹介するなど、自由主義を擁護していた。しかし、イギリスで恐慌を目の当たりにして自由主義に懐疑的になる。そして、1819年の『経済学新原理』の出版を機に古典派経済学批判の立場に回り、イギリスのデヴィッド・リカードやフランス古典派のジャン＝バティスト・セイらと対立するようになった。
恐慌論における過少消費説などで知られる。同時代人のトマス・ロバート・マルサスに比して評価されることは少ないが、価値論や恐慌論の研究でカール・マルクスの先駆者であり、マクロ均衡論の研究でジョン・メイナード・ケインズの先駆者であったという評価も最近ではなされている。

## 主な著書
- De la richesse commerciale, 1803
- Nouveaux principes d'economie politique, ou de la Richesse dans ses rapports avec la population, 1819（菅間正朔訳『経済学新原理』全2冊、日本評論社、1949年-1950年）